# SYNPR
SYNPR‏ (Synaptoporin) هوَ بروتين يُشَفر بواسطة جين SYNPR في الإنسان.